# 神姫バス津山営業所
神姫バス津山営業所（しんきバス つやまえいぎょうしょ）は、岡山県津山市大谷にある神姫バスの営業所。営業所略号は、「津」。

## 概要
前身は、岡山県英田郡大原町古町1612-1にあった大原営業所。
- 1975年、中国ハイウェイバス開業に伴い、大原営業所が岡山県英田郡美作町入田223-1[注釈 2]に移転し、湯郷営業所となる。それまでの大原営業所は湯郷営業所大原出張所に変更。
- 2000年（平成12年）10月1日：湯郷営業所が岡山県津山市大谷622-1に移転し、津山営業所となる。それまでの湯郷営業所大原出張所は津山営業所大原出張所に変更。このとき、高速路線が津山営業所、一般路線は大原出張所の担当に分かれ、大原出張所はウエスト神姫大原営業所に管理委託されることとなった。
- 2009年（平成21年）：大原出張所は岡山県北部（津山市・勝央町・美作市（旧勝田町・美作町・作東町・大原町・東粟倉村））[注釈 3]の一般路線を担当していたが、岡山県内の一般路線廃止に伴い閉鎖されたが、大原出張所は美作共同バスへの移管に際して引き継がれなかった。

津山営業所は高速路線を担当し、東は京都駅、西は出雲市駅と広範囲の路線を管理している。

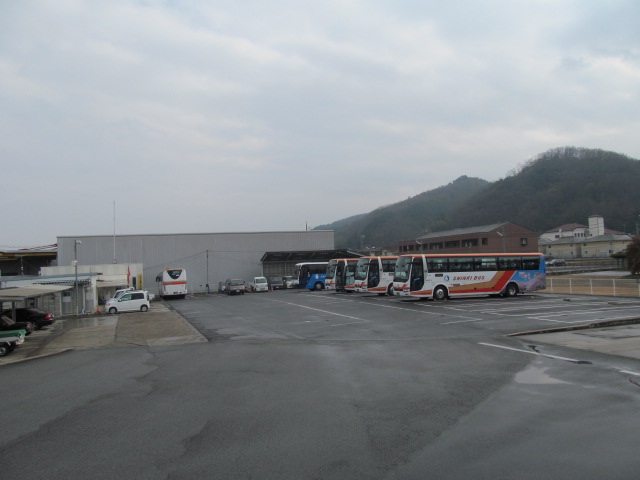
神姫バス 津山営業所

## 路線

### 高速路線（津山営業所管轄）
- 中国ハイウェイバス津山線： 大阪駅・新大阪駅 - 津山駅（西日本JRバスとの共同運行）
- ポートレイク号：神戸三宮 - 松江・出雲（中国JRバスとの共同運行）※当営業所は勝央SA〜出雲市駅を担当
- ［高速］新大阪 - 三田線：新大阪駅北口 - 関西学院大学（三田営業所・社営業所・阪神バスとの共同運行）

#### 廃止路線
- 関西国際空港〜津山線： 関西国際空港 - 津山駅[注釈 4]（関西空港交通・南海バスとの共同運行）
- 津山エクスプレス京都号： 京都駅 - 津山駅（西日本JRバスとの共同運行）

### 一般路線（大原出張所管轄）
一般路線は、2009年9月末日限りで廃止され、2009年10月1日以降、中鉄北部バスと、美作市内の観光バス会社が共同で出資した美作共同バスに一部区間を除き、運行が引き継がれた。ただし、美作共同バス・中鉄北部バスではNicoPa・PiTaPa・ICOCAは使用できないため、2009年12月25日まで神姫バス津山営業所・河野商店（旧大原出張所隣）で、無手数料でNicoPaの払い戻しができるよう、特例措置をとった。代わりに中鉄北部バスに移管した路線では中鉄バス専用バスカードが使用できるようになった
- [快速] 津山駅前（津山広域バスセンター）・山北・伏見町・東津山駅前・河辺西 - 真加部下 - 粟井小学校前 - 大原中学校前 - 下町 - 大原病院前 - 大原 - 大原病院前 - 太田 - 東青野 - 後山（休日運休）
  - 津山駅前（津山広域バスセンター） - 河辺西間、真加部下 - 粟井小学校前間のみの利用は不可。
- 津山駅前（津山広域バスセンター） - 伏見町 - 東津山駅前 - 河辺西 - 勝間田駅前 - 林野駅前 - 林野 - 湯郷温泉上 - 林野 - 江見駅前 - 作東BS前 - 藤生 - 下町 - 大原病院前 - 大原
- 津山駅前（津山広域バスセンター） - 伏見町 - 東津山駅前 - 河辺西 - 勝間田駅前 - 林野駅前 - 林野 - 湯郷温泉上 - 林野 - 江見駅前 - 作東BS前 - バレンタイン作東 - 下町 - 大原病院前 - 大原
- 大原中学校前 - 下町 - 大原病院前 - 大原 - 大原病院前 - 太田 - 東青野 - 後山（休日運休）

## 車両
全ての車両が高速バスである。
- 日野・セレガ
- 三菱・エアロエース
- 三菱・エアロクイーン

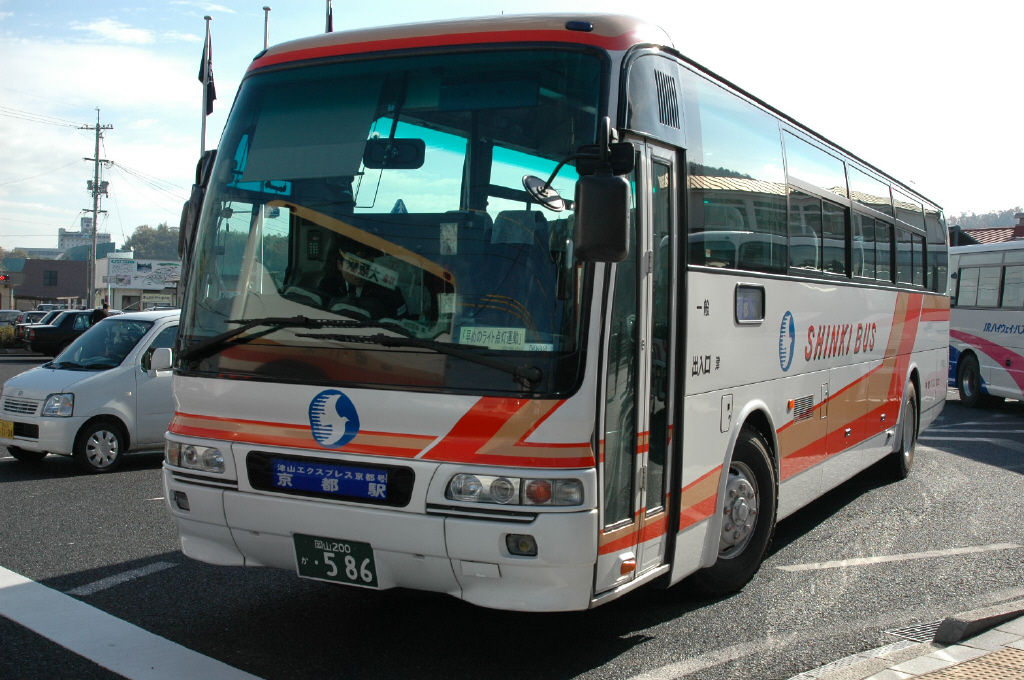
高速車

  - 日野・セレガは、もともと関空エアポートリムジンの新設にあわせ購入された車両であり、同社に5台しか在籍ないうちの2台が在籍している。

## 営業所へのアクセス
- ごんごバス西循環線・あさひチェリーバス「南小学校前」停留所より徒歩10分。